# Alessandro Nannini
Alessandro "Sandro" Nannini (Siena, Italija, 7. srpnja 1959.) je bivši talijanski vozač automobilističkih utrka.
Nanninijev početak u automobilizmu se dogodio 1981. u seriji Formula Italia, a već sljedeće sezone nastupa u Formuli 2. U Formuli 1 je debitirao 1986. za momčad Minardi. Sezona nije bila uspješna jer je Nannini završio samo jednu utrku uz čak trinaest odustajanja. Ni sljedeća 1987. nije bila bolja. Opet trinaest puta odustaje, te ne uspijeva osvojiti bodove. Sljedeće 1988. odlazi u Benetton. Prvi bod osvaja na VN San Marina, a prvo postolje na VN Velike Britanije. Sezonu završava na desetom mjestu s dvanaest osvojenih bodova. Sljedeće 1989. ostvaruje svoju jedinu pobjedu u Formuli 1 na VN Japana. U sezoni 1990. dobiva Nelsona Piqueta za momčadskog kolegu. Iste sezone ostvaruje tri postolja. Samo tjedan dana nakon VN Španjolske, koju je završio na trećem mjestu, Nannini doživljava helikoptersku nesreću u kojoj ostaje bez desne podlaktice.